# Н
Н, н は、キリル文字のひとつ。ラテン文字の H と大文字が同形であるが、ラテン文字の H（エイチ）がギリシャ文字の Η（イータ）に由来するのに対し、この字はギリシャ文字の Ν（ニュー）に由来する文字で、ラテン文字の N に相当する。また、小文字は大文字をそのまま小さくした形である。かつては N のように書かれていたが、ピョートル大帝によって現在の字形が定められた。

## 呼称
- ロシア語：エヌ
- ウクライナ語：エヌ
- ブルガリア語：ヌ
- キルギス語：エヌ

## 音素
原則として /n/ を表す。

## アルファベット上の位置
ロシア語・ベラルーシ語の第 15 字母、ウクライナ語の第 18 字母、ブルガリア語の第 14 字母、マケドニア語の第 17 字母、セルビア語の第 16 字母である。

## Н に関わる諸事項
- 前述のとおり古くは N のように書かれていたため、看板等で擬古的な書体が用いられる場合、この文字が N のように書かれることがある。なお、И も古くは H のように書かれていたが、こちらは紛らわしいためか擬古的な書体でも И と書かれることが多い。
- キリル文字のҺは別字である。

## 符号位置
| 大文字 | Unicode | JIS X 0213 | 文字参照        | 小文字 | Unicode | JIS X 0213 | 文字参照        | 備考 |
| ------ | ------- | ---------- | --------------- | ------ | ------- | ---------- | --------------- | ---- |
| Н      | U+041D  | 1-7-15     | &#x41D; &#1053; | н      | U+043D  | 1-7-63     | &#x43D; &#1085; |      |